# Halle Open 1993
L'Halle Open 1993, ufficialmente Gerry Weber Open per motivi di sponsorizzazione, è stato un torneo di tennis giocato sull'erba.
È stata la 1ª edizione dell'Halle Open, che faceva parte della categoria ATP World Series nell'ambito dell'ATP Tour 1993.
Si è giocato al Gerry Weber Stadion di Halle in Germania, dal 14 al 21 giugno 1993.

## Campioni

### Singolare
Henri Leconte ha battuto in finale  Andrij Medvedjev con il punteggio di 6–2, 6–3

### Doppio
Petr Korda /  Cyril Suk hanno battuto in finale  Mike Bauer / Marc-Kevin Goellner con il punteggio di 7–6, 5–7 6–3